# Розвідувальна діяльність
Розвідувальна діяльність або розвідка (англ. Intelligence assessment) — діяльність, яка здійснюється спеціальними засобами і методами з метою забезпечення органів державної влади розвідувальною інформацією, сприяння реалізації та захисту національних інтересів, протидії за межами держави зовнішнім загрозам національній безпеці. Суть розвідки полягає у зборі інформації політичного, економічного, науково-технічного характеру про обстановку в окремих країнах чи коаліціях країн, що становлять розвідувальний інтерес об'єктом, для забезпечення своєї безпеки та отримання переваг в області збройних сил, військових дій, політики або економіки.
Розвідка здійснюється спеціально уповноваженими державою на здійснення розвідувальної діяльності розвідувальними органами, які можуть діяти як самостійний державний орган (ЦРУ, MI6, «Моссад», в Україні Служба зовнішньої розвідки) або функціонувати у складі одного з центральних органів виконавчої влади (РУМО, МАСТ, ГРУ, в Україні ГУР МО).
Розвідка може використовувати як легальні методи збору інформації (наприклад збір і аналіз даних з відкритих джерел, прослуховування радіоканалів з-за кордону, спостереження за допомогою розвідувальних супутників), так і нелегальні заходи, що потрапляють під поняття «шпигунство» або «крадіж інформації».

## Класифікація
|                                         | За останні роки відбулося зростання можливостей таких розвідувальних дисциплін як радіо- і радіотехнічна, видова, спеціальна технічна розвідка, і пов'язане воно було у першу чергу з поширенням інформаційних технологій. Але реальний прорив був досягнутий за рахунок інтеграції цих розвідувальних дисциплін, а також координації та кооперації усіх елементів розвідки. |
| — Девід Петреус, колишній директор ЦРУ. | |

### За призначенням
- Воєнна розвідка — сукупність заходів військового командування, штабів усіх ступенів, і дій військових сил, що здійснюються з метою добування розвідувальних даних про військово-політичну обстановку в окремих країнах і коаліціях держав ймовірного або дійсного противника.
- Політична (зовнішня) розвідка — сукупність заходів, здійснюваних розвідувальним співтовариством держави, спрямована на добування відомостей про внутрішню та зовнішню політику, науково-технічний потенціал окремих держав чи їх коаліцій.
- Економічна розвідка (промислове шпигунство) — вид зовнішньої розвідки, об'єктами якої є промисловість, транспорт, торгівля, фінансова та грошово-кредитна системи, екологія, природні ресурси тощо.
- Зовнішня контррозвідка — вид зовнішньої розвідки, об'єктами якої є розвідувальні служби іноземних держав, добування відомостей про їх діяльність.
- Добування відомостей про міжнародні терористичні організації та про міжнародну організовану злочинність.

### За територіальним принципом
- Зовнішня розвідка — збір відомостей про іноземні держави і про те, що відбувається на їхній території.
- Внутрішня розвідка (оперативно-розшукова діяльність) — збір відомостей про злочинну діяльність в своїй країні.

### За використовуваними методами і засобами
- OSINT
- Агентурна розвідка — здійснюється з допомогою агентурної мережі — спеціально завербованих нелегальних таємних агентів а також розвідників, які діють під «дипломатичним прикриттям».
- Радіоелектронна розвідка — розвідка на основі прийому і аналізу електромагнітних випромінювань радіоелектронних засобів противника. Поділяється на радіо- і радіотехнічну розвідку.
- Видова розвідка — включає повітряну та космічну розвідку.
- Геопросторова розвідка — полягає в дослідженні та аналізі зображень і геопросторових даних.
- Військова́ розвідка — тактична розвідка частин сухопутних військ.

В інтересах різних видів забезпечення військ організується артилерійська, інженерна, РХБ-розвідка, а також топографічна, гідрометеорологічна, гідрографічна, тилова, медична, технічна розвідка та ін.

## Розвідка в бізнесі
Конкурентна розвідка — це постійний процес збору, нагромадження, структурування, аналізу даних про внутрішнє й зовнішнє середовище компанії та надання вищому менеджменту компанії інформації, що дозволяє йому передбачати зміни в обстановці і приймати своєчасні оптимальні рішення щодо управління ризиками, впровадження змін у компанії, а також відповідні заходи, спрямовані на задоволення майбутніх запитів споживачів та збільшення вартості компанії. Формою конкурентної розвідки є промислове шпигунство. Окремо розвідкою ринку в бізнесі займається — маркетинг, маркетолог.